# Beach Boys (serie televisiva)
Beach Boys (ビーチボーイズ?, Bīchi Bōizu) è un dorama stagionale estivo in 12 puntate più uno special prodotto da Fuji TV andato in onda nel 1997.

## Trama
Hiromi, dopo esser stato ignominiosamente cacciato di casa dalla fidanzata Fujiko, a causa della propria incapacità a prendersi le dovute responsabilità da persona adulta e matura, si dirige felicemente ed in piena libertà in auto in direzione dell'oceano. Durante la strada incontra Kaito, segretario fino al giorno prima in una grande impresa commerciale multinazionale; questi ha abbandonato il suo lavoro dopo aver perduto un'importante contratto di lavoro.
I due decidono di far coppia insieme per il prosieguo del viaggio e si fermano in una tranquilla e fuori mano pensione-trattoria gestito da Masaru, esperta di surf, e da sua nipote Makoto. Hiromi decide di fermarsi e trovarsi un lavoretto stagionale per l'estate; Kaito è costretto a seguirne l'esempio dopo aver perduto il suo portafoglio.
Dividono una stanzetta ed iniziano così una strana convivenza, avendo caratteri diametralmente opposti, tanto Hiromi difatti è espansivo e cordiale quanto Kaito chiuso e riservato. Durante il corso della storia Kaito inizierà a chiedersi se davvero vale la pena di perdere i migliori anni della vita chiusi in un ufficio alla disperata ricerca di far soldi: Hiromi gli dimostra ogni giorno come ci si può divertire e rilassare con poco.
Purtroppo per Kaito, il capoufficio e Sakura, sua fidanzata, si metteranno presto sulle sue tracce.

### Special
Lo special conclusivo è ambientato tre mesi dopo gli eventi accaduti durante l'estate in riva al mare, ora Kaito lavora alle dipendenze di un biologo che sta studiante la fauna marina, mentre Hiromi si trova alle prese con una bella ereditiera figlia di un imprenditore che possiede una catena di alberghi alle Hawaii. Il destino però vuole che le loro strade tornino ad incontrarsi.